# Cagnano
 Cagnano  là một xã ở tỉnh Haute-Corse trên đảo Corse, Pháp. Xã này có diện tích 14,72 km², dân số năm 1999 là 196 người. Khu vực này có độ cao 300 mét trên mực nước biển.